# Filtre passe-bande
Pour les articles homonymes, voir filtre et BPF.

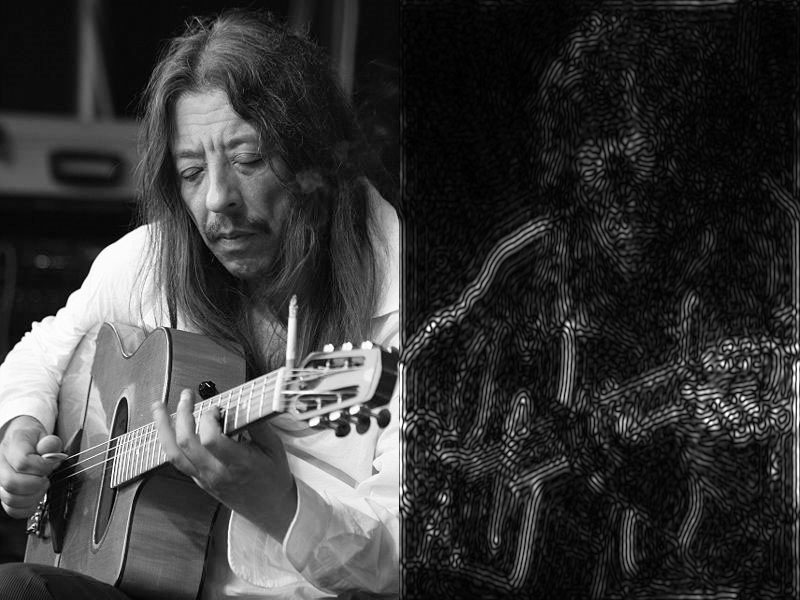
Image sur laquelle a été appliqué un filtre passe-bande (résultat à droite)

Un filtre passe-bande est un filtre ne laissant passer qu’une bande ou intervalle de fréquences compris entre une fréquence de coupure basse et une fréquence de coupure haute du filtre.
Le concept de filtre passe-bande est une transformation mathématique appliquée à des données (un signal). L'implémentation d'un filtre passe-bande peut se faire numériquement ou avec des composants électroniques. Cette transformation a pour fonction d'atténuer les fréquences à l'extérieur de la bande passante, l'intervalle de fréquences compris entre les fréquences de coupure. Ainsi, uniquement les fréquences comprises dans cet intervalle sont conservées intactes ou avec une faible atténuation.

## Filtre idéal
Un filtre passe-bande idéal a un gain constant dans sa bande passante et un gain nul dans la bande coupée. La transition entre les deux états est instantanée. Dans la réalité, un filtre possède à sa fréquence de coupure un gain Gmax −3 dB et ensuite ce gain décroît de −20 dB par décade (soit −6 dB par octave) (filtre de 1er ordre).

## Filtre passe-bande analogique
Un filtre passe-bande peut être implémenté de façon analogique avec des composants électroniques. Par conséquent, ce genre de filtre s'applique sur des signaux continus en temps réel. Les composants et la configuration du circuit fixeront les différentes caractéristiques du filtre, telles que l'ordre, les fréquences de coupure et son diagramme de Bode. Les filtres analogiques classiques sont du premier ou du second ordre. Il existe plusieurs familles de filtres analogiques : Butterworth, Tchebychev, Bessel, elliptique, etc. L'implémentation des filtres de même famille se fait généralement en utilisant la même configuration de circuit, et ceux-ci possèdent la même forme de fonction de transfert, mais ce sont les paramètres de celle-ci qui changent, donc la valeur des composants du circuit électrique. 

### Filtre passe-bande du second ordre
La fonction de transfert d’un filtre passe-bande du second ordre s’écrit sous la forme : 
{\displaystyle h(jw)={\frac {A_{0}}{1+jQ(x-{\frac {1}{x}})}}}, avec A0 le coefficient de gain, {\displaystyle x={\frac {\omega }{\omega _{0}}}} (variable réduite) et Q le facteur de qualité.

## Bande passante
La bande passante BP d’un filtre passe-bande est l’intervalle de pulsations [ωc1, ωc2] qui correspond aux pulsations telles que le gain soit au plus à 3 décibels en dessous du gain maximum (ici 0 dB).
G(ωci) = G(ω0)-3,
et
BP = [ωc1, ωc2]
Ces pulsations de coupure sont telles que
{\displaystyle |h(j\omega _{c1})|=|h(j\omega _{c2})|={\frac {h_{\mathrm {max} }}{\sqrt {2}}}}
{\displaystyle \left({\text{car}}\quad 20\log {\frac {1}{\sqrt {2}}}\approx -3\right)}

## Utilisation en électronique
Les applications en électronique sont multiples. Un circuit passe-bande peut servir à éliminer le bruit du signal, si l'on sait que le signal a des fréquences comprises dans une gamme de fréquences déterminée. C'est aussi un circuit passe-bande qui permet, en radiocommunication, de sélectionner la fréquence radio écoutée.

### Circuit RLC et diagramme de Bode

Schéma d’un filtre passe-bande RLC

On peut obtenir un filtre passe-bande passif avec le circuit RLC décrit sur le schéma ci-contre. On trouve alors la fonction de transfert suivante :
{\displaystyle h(jw)={\frac {1}{1+j\left({\frac {L}{R}}\omega -{\frac {1}{RC\omega }}\right)}}}
qui est de la forme :    {\displaystyle h(jx)={\frac {1}{1+jQ\left(x-{\frac {1}{x}}\right)}}}
avec :
{\displaystyle x={\frac {\omega }{\omega _{0}}}}
{\displaystyle \omega _{0}={\frac {1}{\sqrt {LC}}}}
{\displaystyle Q={\frac {1}{R}}{\sqrt {\frac {L}{C}}}}
On a ainsi :
{\displaystyle h(j\omega )={\frac {1}{1+jQ\left({\frac {\omega }{\omega _{0}}}-{\frac {\omega _{0}}{\omega }}\right)}}}
On en déduit que :
{\displaystyle |h(j\omega )|={\frac {1}{\sqrt {1+Q^{2}\left({\frac {\omega }{\omega _{0}}}-{\frac {\omega _{0}}{\omega }}\right)^{2}}}}}
{\displaystyle \arg(h(j\omega ))=-\arctan \left(Q\left(x-{\frac {1}{x}}\right)\right)}

## Utilisation avec des ondes mécaniques
En acoustique, un filtre passe-bande peut servir à atténuer certains sons désagréables voire néfastes, tout en laissant passer les sons « utiles » (voix, signal d'avertissement).
En mécanique, un filtre passe-bande peut permettre d'atténuer des vibrations ou oscillations perturbatrices voire néfastes, tout en gardant une certaine souplesse du système : le système peut se déformer et donc s'adapter aux conditions, il a une force de rappel le ramenant vers ses dimensions initiales, mais il est peu sensible à des sollicitations extérieures ayant une fréquence rapide ou lente.
Dans le cas d'une mesure (microphone, sismographe, etc.), un tel filtre permet également de sélectionner la gamme d'ondes que l'on veut détecter.

## Utilisation avec les rayonnements électromagnétiques
Les filtres ne laissant passer qu'une gamme réduite de rayonnement lumineux ou dans l'infrarouge ou l'ultraviolet sont également parfois dits « passe-bande ».